# Balduin V., flandrijski grof
Balduin V. (19. kolovoza 1012. — 1. rujna 1067.) bio je grof Flandrije od 1035. do svoje smrti. Tijekom svoje duge vladavine je imao važan utjecaj na zbivanja u Francuskoj.
Bio je sin grofa Balduina IV. i Ogive Luksemburške. Godine 1028. se oženio Adelom, kćerju francuskog kralja Roberta II. Na njen nagovor je digao ustanak protiv oca, ali se s njim brzo pomirio te uspio zadržati mjesto grofa.
Balduin je imao mnogo dulji i teži sukob sa Svetim Rimskim Carstvom, koji je započeo 1046. i trajao do 1056. U njemu je podržavao vojvodu Gotfrida III. od Donje Lotaringije protiv cara Henrika III.
Godine 1060. je Balduin došao na vrhunac moći, kada je zajedno s Anom Kijevskom postao ko-regent malodobnom francuskom kralju Filipu I. Također je, preko kćeri Matilde, stvorio političke veze s Normandijom i vojvodom Vilimom Osvajačem koji mu je postao zet. 
Balduina je naslijedio sin Balduin VI.